# Listă de monarhi ai Suediei
Această pagină este o listă a monarhilor suedezi. 

## Regi legendari

### Yngling
Familia Yngling 
| Nume                                            | Început domnie | Sfârșit domnie | Note                                         |
| ----------------------------------------------- | -------------- | -------------- | -------------------------------------------- |
| Gylfe                                           |                |                |                                              |
| Oden den gamle (cel Bătrân)                     |                |                | Conform tradiției ajunge în Nord în 70 î.Hr. |
| Njord den rike (cel Bogat)                      |                |                |                                              |
| Frey-Yngvi (I) Njordsson                        | 20 î.d.Hr.     | 10 d.Hr.       | Întemeietorul familiei Yngling               |
| Fjolner Freysson                                | 10             | 14             | Fiul lui Yngvi                               |
| Svegdir Fjorlnarsson                            | 14             | 34             | Fiul lui Fjolner                             |
| Vanland Svegdasson                              | 34             | 48             | Fiul lui Svegdir                             |
| Visbur Vanlandesson                             | 48             | 98             | Fiul lui Vanland                             |
| Domald Visbursson                               | 98             | 130            | Fiul lui Visbur                              |
| Domar Domaldesson                               | 130            | 162            | Fiul lui Domald                              |
| Dygvi Domarsson cel Curajos                     | 162            | 190            | Fiul lui Domar                               |
| Dag Spaka de vise Dyggveson (cel Înțelept)      | 190            | 220            | Fiul lui Dygvi                               |
| Agni den starke Dagsson (cel Puternic)          | 220            | 260            | Fiul lui Dygvi                               |
| Alrekr Agnesson                                 | 260            | 280            | Fiul lui Agni                                |
| Erik I Agnesson                                 | 260            | 299            | Fiul lui Agni                                |
| Alf Alreksson                                   | 299            | 319            | Fiul lui Alrekr                              |
| Yngvi (II) Alreksson                            | 299            | 354            | Fiul lui Alrekr                              |
| Hugliek Alfsson                                 | 354            | 373            | Fiul lui Alf                                 |
| Haki                                            | 373            | 375            | invadator, în opoziție cu Hugliek            |
| Jörund Yngvasson                                | 375            | 413            | Fiul lui Yngvi                               |
| Eirikr Yngvasson                                | 375            | 386            | Fiul lui Yngvi, în opoziție cu Jörund        |
| Aun den gamble Jörundsson (cel Bătrân)          | 413            | 448            | Fiul lui Jörund                              |
| Halfdan av Skjödungaätten                       |                |                | invadator danez, în opoziție cu Aun          |
| Onela den starke (cel Puternic)                 |                |                | invadator, în opoziție cu Aun                |
| Egil Vendrikraka Aunsson                        | 448            | 456            | Fiul lui Aun                                 |
| Ottar Vendelkråka Egilsson                      | 456            | 460            | Fiul lui Egil                                |
| Adils den mäktige Ottarsson (cel Mare)          | 460            | 505            | Fiul lui Ottar                               |
| Eystein Kraku Adilsson                          | 505            | 531            | Fiul lui Adils                               |
| Sölve Högnesson Rege al mării                   |                |                | invadator, în opoziție cu Eystein            |
| Yngvar den långe Eysteinsson (cel Lung)         | 531            | 545            | Fiul lui Eystein                             |
| Bröt-Anund (I) Ingvarsson (Cultivatorul)        | 545            | 565            | Fiul lui Yngvar                              |
| Ingjald Illråde Anundsson (cel Rău)             | 565            | 623            | Fiul lui Anund                               |
| Olof Trätälja Ingjaldsson (Tăietorul de păduri) | 623            | 650            | Fiul lui Ingjald                             |

### Skioldung/Munsö
| Nume                                             | Început domnie | Sfârșit domnie | Note                                                  |
| ------------------------------------------------ | -------------- | -------------- | ----------------------------------------------------- |
| Ivar Vidfamne Halfdansson                        | 650            | 695            | Cuceritor danez                                       |
| Harald Hildetand Hraereksson (Războinicul)       | 695            | 735            | Nepotul lui Ivar Vidfamne                             |
| Sigurd Ring Randversson                          | 735            | 756            | Nepotul lui Ivar Vidfamne                             |
| Eystein Beli Haraldsson (cel Rău)                | 756            | 770            | Fiul lui Harald Hildetand                             |
| Ragnar Lodbrok Sigurdsson (Pantaloni din Piele)  | 756            | 794            | Fiul lui Sigurd Ring                                  |
| Björn I Järnsida Ragnarsson (Coaste de fier)     | 794            | 805            | Întemeietorul Casei de Munsö. Fiul lui Ragnar Lodbrok |
| Erik al II-lea Björnsson                         | 805            | 810            | Fiul lui Björn Järnsida                               |
| Refil Björnsson                                  | 810            | 829            | Fiul lui Björn Järnsida                               |
| Erik al III-lea Refilsson                        | 829            | 850            | Fiul lui Refil Björnsson                              |
| Emund I Eriksson (Anund al II-lea Uppsale)       | 829            | 859            | Fiul lui Erik I Björnsson. Rege în Uppsala            |
| Björn pa Håga Eriksson                           | 829            | 840            | Fiul lui Erik I Björnsson. Rege în Birka              |
| Olof Björnsson                                   | 840            | 855            | Fiul lui Björn pa Håga. Rege în Birka                 |
| Erik al IV-lea Väderhatt Emundsson               | 859            | 882            | Fiul lui Emund I Eriksson                             |
| Björn al II-lea den gamble Eriksson (cel Bătrân) | 882            | 932            | Fiul lui Erik IV Väderhatt                            |
| Olof I Ring Björnsson                            | 932            | 935            | Fiul lui Björn II Eriksson                            |
| Erik al V-lea Ringsson                           | 935            | 950            | Fiul lui Olof I Ring                                  |
| Emund al II-lea slemme Eriksson (cel Rău)        | 950            | 965            | Fiul lui Erik IV Väderhatt                            |
| Olof al II-lea den starke (cel Puternic)         | 965            | 975            | Fiul lui Emund II Slemme                              |

## Regi atestați istoric

### Casa de Munsö
| Nume                                          | Portret | Domnie      | Viață                                                   | Note                                                                                                   |
| --------------------------------------------- | ------- | ----------- | ------------------------------------------------------- | --- |
| Erik al VI-lea cel Victorios (Erik Segersäll) |         | 970 – 995   | c. 930 – c. 995 Sotdöd, în Uppsala Veche                | Fiul lui Emund II Slemme (Björn Eriksson?) Căsătorit cu Sigrid Haughty sau cu 'Świętosława' a Poloniei |
| Olof al III-lea Skötkonung                    |         | 995 – 1022  | c. 980 – c. 1022, Husaby, Västergötland                 | Fiul lui Eric cel Victorios Căsătorit cu Estrid a Obrotiților. Primul rege creștin al Suediei          |
| Anund al III-lea Iacob (Anund Iakob)          |         | 1022 – 1050 | 25 iulie 1008 sau 1010 – c. 1050, aproximativ 40 de ani | Fiul lui Olof Skötkonung și Estrid a Obrotiților Asociat la domnie din 1019                            |
| Emund al III-lea cel Bătrân (Emund den gamle) |         | 1050 – 1060 | c1005 – 1060                                            | Fiul nelegitim al lui Olof Skötkonung Căsătorit cu Astrid Njalsdotter                                  |

### Casa lui Stenkil
Casa lui Stenkil
| Nume                                                  | Portret | Domnie      | Viață                                  | Note |
| ----------------------------------------------------- | ------- | ----------- | -------------------------------------- | --- |
| Stenkil al Suediei (Stenkil Ragnvaldsson)             |         | 1060 – 1066 | c. 1030, Västergötland – 1066, Svitjod | Fiul lui Ragnvald Ulfsson, Jarl în Västergötland Căsătorit cu Sfânta Ingamoder Emundsdotter, fiica regelui Emund al III-lea cel Bătrân              |
| Erik al VII-lea Stenkilsson                           |         | 1066 – 1067 | c. 1046 – 1067                         | Fiul regelui Stenkil Mort în luptă împotriva uzurpatorului Erik al VIII-lea Păgânul                                                                 |
| Erik al VIII-lea Păgânul (Erik Hedningen Emundsson)   |         | 1066 – 1067 | c. 1017 – 1067                         | Pretins fiu al regelui Emund III cel Bătrân Mort în luptă împotriva lui Erik al VII-lea Stenkilsson                                                 |
| Halsten Stenkilsson                                   |         | 1067 – 1070 | c. 1050 – 1084                         | Fiul regelui Stenkil |
| Anund Gårdske                                         |         | 1070 – 1075 | c. 1004 – ?                            | Provenea din Garðaríki, (Rusia Kieveană) Rege păgân detronat de creștini                                                                            |
| Håkan cel Roșu (Håkan Röde)                           |         | 1075 – 1080 | c. 1040 – 1080                         | Posibil un bastard al regelui Stenkil sau al regelui Emund III. Uzurpator din 1066 in Västergötland, apoi din 1075 în tot regatul.                  |
| Halsten Stenkilsson                                   |         | 1079 – 1084 | c. 1050 – 1084                         | A doua domnie, asociat cu fratele său Inge I cel Bătrân                                                                                             |
| Inge I cel Bătrân (Inge den äldre)                    |         | 1079 – 1084 | c. 1060 – 1110                         | Fiul lui Stenkil. Detronat in 1084 de Blot-Sven, dar continuă să domnească în Västergötland.                                                        |
| Blot-Sweyn (Blot-Sven)                                |         | 1084 – 1087 | c. 1050 – 1087                         | Rege păgân, cumnatul lui Inge I cel Bătrân |
| Erik Arsäll (Kol Erik Svensson)                       |         | 1087 – 1088 | c1070 – 1088                           | Pretendent la tron, fiul lui Blot-Sven |
| Inge I cel Bătrân (Inge den äldre)                    |         | 1087 – 1110 | c. 1060 – 1110                         | A doua domnie. Căsătorit cu Elena, sora lui Blot-Sven. A fost îngropat prima dată în Hånger, apoi mutat în Abația Varnhem                           |
| Filip Halstensson                                     |         | 1110 – 1118 | c. 1070 – 1118                         | Fiul regelui Halsten. Asociat la domnie din 1105. Căsătorit cu Ingegerd a Norvegiei, fiica lui Harald Hardrada                                      |
| Inge al II-lea cel Tânăr (Inge den yngre Halstensson) |         | 1110 – 1125 | c. 1074 – 1125                         | Fiul regelui Halsten. Din 1118 a domnit singur. Moare în Östergötland, probabil otrăvit de soția sa Ulvhild Håkansdotter                            |
| Ragnvald Cap-Rotund (Ragnvald Knaphövde)              |         | 1125 – 1126 | c. 1075 – 1126                         | Pretins fiu al lui Inge I cel Bătrân. 1126, a fost omorât înainte să fie acceptat în Västergötland, de către susținătorii lui Magnus I cel Puternic |
| Magnus I cel Puternic (Magnus I den starke Nilsson)   |         | 1126 – 1130 | c. 1106 – 4 iunie 1134                 | Nepotul lui Inge I cel Bătrân, din dinastia daneză Estridsen. A domnit din 1125 în Västergötland, apoi în restul țării.                             |

### Casa lui Sverker și Casa lui Eric
Casa lui Sverker 

      Casa lui Eric 

      Casa lui Estrid

| Nume                                                                        | Portret                       | Domnie                                    | Viață                       | Note |
| --------------------------------------------------------------------------- | ----------------------------- | ----------------------------------------- | --------------------------- | --- |
| Sverker I cel Bătrân (Sverker den äldre sau Klumpfot)                       |                               | 1130 – 25 decembrie 1156                  | c. 1100 – 25 decembrie 1156 | Fiul lui Cornube Kollson și, probabil, al unei fiice a lui Blot-Sven. Din 1125 rege în Östergötland, apoi în toată țara. Căsătorit cu Ulvhild Håkansdotter și apoi cu Richeza de Polonia. Asasinat în ziua de Crăciun în timp ce se ducea la biserică (probabil de Magnus Henriksen). |
| Eric al IX-lea cel Sfânt (Erik den helige Jedvarsson)                       | Eric cel Sfânt                | 1156 – 18 mai 1160                        | c. 1120 – 18 mai 1160       | Fiul lui Jedvard Thordsson și al Ceciliei, fiica lui Blot-Sven. Căsătorit cu Cristina de Danemarca. Omorât de Magnus Henriksen în timp ce ieșea din biserică în Uppsala, 18 mai 1160, aproximativ 40 de ani                                                                           |
| Magnus al II-lea Henriksson (Magnus Henriksen)                              |                               | 1160 – 1161                               | c. 1130 – 1161              | Fiul prințului danez Henrik Svendsen Skadelår și al Ingridei Ragnvaldsdotter (nepoata lui Inge I cel Bătrân). A murit în bătălia de la Örebro împotriva lui Karl Sverkersson. |
| Carol al VII-lea al Suediei (Karl Sverkersson)                              |                               | 1161 – 12 aprilie 1167                    | c. 1130 – 12 aprilie 1167   | Fiul lui Sverker I și al Ulvhildei Håkansdotter. Căsătorit în 1163 cu Cristina Hvide. Omorât de Knut I al Suediei în Visingsö |
| Kol Sverkersson                                                             |                               | 1167 – 1173                               | c. 1139 – 1173              | Fiul lui Sverker I. Domnește în Östergötland împreună cu fratele său Burislev. Moare în luptă la Bjälbo, Östergötland, împotriva lui Knut I al Suediei |
| Burislev Sverkersson                                                        |                               | 1167 – 1169                               | c. 1140 – 1169              | Fiul lui Sverker I. Domnește în Östergötland împreună cu fratele său Kol. Moare în conflict cu Knut I al Suediei |
| Knut I Eriksson                                                             |                               | 1167 –1196                                | c. 1145 – 1196              | Fiul lui Eric al IX-lea cel Sfânt și al Cristinei de Danemarca. Din 1173 rege și în Östergötland. Căsătorit cu Cecilia Johansdotter, nepoata regelui Sverker I |
| Sverker al II-lea cel Tânăr (Sverker den yngre Karlsson)                    | King Karl Sverkersson's seal  | 1196 – 31 ianuarie 1208                   | c. 1164 – 17 iulie 1210     | Fiul lui Karl al VII-lea Sverkersson și al Cristinei Stigsdatter de Hvide. Detronat de Erik Knutsson în 1208 după Bătălia de la Lena. Moare în Bătălia de la Gestilren împotriva lui Erik Knutsson                                                                                    |
| Erik al X-lea Knutsson                                                      | King Karl Sverkersson's seal  | 31 ianuarie 1208 – 10 aprilie 1216        | 1180 – 10 aprilie 1216      | Fiul lui Knut I Eriksson. Căsătorit cu Richeza de Danemarca. A murit brusc de febră în Castelui Näs, Visingsö |
| Ioan I Copilul (Johan I den unge Sverkersson)                               |                               | primăvara 1216 – 10 martie 1222           | c. 1201 – 10 martie 1222    | Fiul lui Sverker al II-lea cel Tânăr și al Ingegärdei Birgersdotter. A murit de boală la Visingsö |
| Erik al XI-lea Bâlbâitul și Șchiopul (Erik XI den läspe och halte Eriksson) |                               | primăvara 1222 – 28 sau 29 noiembrie 1229 | c. 1216 – 2 februarie 1250  | Fiul lui Erik al X-lea Knutsson și al Richezei de Danemarca. Detronat de Knut al II-lea după Bătălia de la Olustra |
| Knut al II-lea cel Lung (Knut II den långe Holmgersson)                     | Moneda regelui Knut al II-lea | 28 sau 29 noiembrie 1229 – 1234           | c. 1205 – 1234              | Probabil strănepot pe linie paternă a lui Erik al IX-lea cel Sfânt. Căsătorit cu Elena Pedersdatter. A murit în luptă contra lui Erik al XI-lea |
| Erik al XI-lea Bâlbâitul și Șchiopul (Erik XI den läspe och halte Eriksson) |                               | 1234 – 2 februarie 1250                   | c. 1216 – 2 februarie 1250  | Reînscăunat la moartea lui Knut al II-lea. Căsătorit cu Caterina Sunesdotter, o strănepoată a lui Sverker I. Moare fără urmași |

## Casa de Bjälbo (Folkung)
Casa de Bjälbo 

      Casa de Mecklenburg 

| Nume                                                             | Portret | Domnie                                      | Viață                                   | Note |
| ---------------------------------------------------------------- | ------- | ------------------------------------------- | --------------------------------------- | --- |
| Jarl Birger Magnusson (Birger Magnusson Folkunga)                |         | Martie 1248 – 21 octombrie 1266             | c. 1200 – 21 octombrie 1266             | Cumnatul regelui Erik al XI-lea Eriksson (căsătorit cu sora acestuia, Ingeborg). Jarl (Duce) al Suediei și regent al regatului în ultimii ani ai cumnatului său și în timpul minoratului fiului său. |
| Valdemar I (Valdemar Birgersson)                                 |         | 1250 – 22 iulie 1275                        | c. 1239 – 26 decembrie 1302             | Fiul lui Birger Magnusson jarl și al Ingeborgei Eriksodder a Suediei, fiica lui Erik al X-lea Knutsson. Căsătorit cu Sofia de Danemarca, fiica lui Eric al IV-lea al Danemarcei. Asumă puterea personală în 1266, dar e detronat de fratele său în 1275. Moare încarcerat în castelul Nyköping, înmormântat la Catedrala Vreta (sau la cea din Riddarholmen) |
| Magnus III Închizătorul de Hambaruri (Magnus Ladulås Birgersson) |         | 22 iulie 1275 – 18 decembrie 1290           | c. 1240 – 18 decembrie 1290             | Fiul lui Birger Magnusson jarl și al Ingeborgei Eriksodder a Suediei, fiica lui Erik al X-lea Knutsson. Căsătorit cu Helwig de Holstein. Îl detronează pe fratele său, Valdemar, după Bătălia de la Hova și se încoronează rege. Moare la castelul Näs din Visingö |
| Torgil Knutsson                                                  |         | 1290 – 1302                                 | ? – 1306                                | Regent în timpul minoratului regelui Birger Magnusson |
| Birger (Birger Magnusson)                                        |         | 18 decembrie 1290 – Martie sau aprilie 1318 | 1280 – 31 mai 1321                      | Fiul lui Magnus al III-lea Ladulås și al Helwigei de Holstein. Căsătorit în 1298 cu Martha de Danemarca. Detronat de suporterii fraților săi, pe care îi omorâse după ce se revoltaseră. Moare în exil în Danemarca și este înmormântat la Ringsted |
| Mats Kettilmundsson                                              |         | 27 iunie 1318 – 8 iulie 1319                | ? – 11 mai 1326                         | Regent, alături de Ingeborg Håkansdotter, în timpul interregnului de după detronarea lui Birger Magnusson |
| Ingeborg Håkansdotter                                            |         | 1318 – 8 iulie 1319/1326                    | 1301 – 17 iunie 1361                    | Regentă, alături de Mats Kettilmundsson, în timpul interregnului de după detronarea lui Birger Magnusson, până la întronarea fiului său, Magnus al IV-lea Eriksson, și apoi în timpul minoratului acestuia |
| Hedwig de Holstein                                               |         | 1319 – 1324                                 | 1260 – 1324                             | Soția regelui Magnus Ladulås. Regentă, alături de nora sa Ingeborg, în timpul minoratului nepotului ei Magnus al IV-lea Eriksson |
| Magnus al IV-lea Eriksson (Magnus IV Smek)                       |         | 8 iulie 1319 – 15 februarie 1364            | Aprilie sau mai 1316 – 1 decembrie 1374 | Fiul lui Eric Magnusson, duce de Södermanland (fratele regelui Birger Magnusson) și al Ingeborgei de Norvegia. Căsătorit în 1335 cu Blanka de Namur. Rege al Norvegiei (ca Magnus al VII-lea) între 1319 – 1355. Depus după alegerea ca rege a lui Albert de Mecklenburg. Moare înecat în Bømlofjord lângă Bergen, Norvegia |
| Eric al XII-lea Magnusson                                        |         | 17 octombrie 1356 – 20 iunie 1359           | 1339 – 21 iunie 1359                    | Fiul lui Magnus al IV-lea Eriksson și al Blancăi de Namur. Desemnat moștenitor al tronului în 1344. Proclamat rege în opoziție cu tatăl său la 17 octombrie 1356 și apoi recunoscut rege peste mari părți ale țării la 28 aprilie 1357. Căsătorit cu Beatrix de Bavaria. Moare de ciumă |
| Haakon al Suediei (Håkan Magnusson)                              |         | 15 februarie 1362 – Februarie 1364          | August 1340 – 11 septembrie 1380        | Fiul lui Magnus al IV-lea Eriksson și al Blancăi de Namur. Rege al Norvegiei (ca Haakon al VI-lea) între 1355 – 1380. Ales rege în opoziție cu tatăl său, dar se împacă în același an cu el și este asociat la domnie până amândoi sunt depuși ca regi prin alegerea în februarie 1364 a lui Albert de Mecklenburg. Căsătorit la 9 aprilie 1363 la Copenhaga cu Margareta I de Danemarca, fiica regelui Valdemar al IV-lea Atterdag. Moare la 10 sau 11 septembrie 1380 la Oslo |
| Albert de Mecklenburg (Albrekt av Mecklenburg)                   |         | 15 februarie 1364 – 24 februarie 1389       | c. 1338 – 1 aprilie 1412                | Fiul lui Albert al II-lea cel Mare, duce de Mecklenburg și al Euphemiei de Suedia (sora lui Magnus al IV-lea Eriksson). Duce de Mecklenburg-Schwerin 1379-1412. Ales rege împotriva lui Magnus al IV-lea Eriksson, care este detronat. Detronat de regina Margareta după Bătălia de la Åsle (și ținut prizonier până în 1395). Abdică oficial abia în 1405 |
| Olaf Haakonsson ( Olof Håkansson )                               |         | 1385 – 23 august 1387                       | 1370 – 23 august 1387                   | Fiul regelui Haakon Magnusson și al Margaretei de Danemarca. Rege al Danemarcei (ca Olaf al II-lea) între 1376 – 1387 și al Norvegiei (ca Olaf al IV-lea) între 1380 – 1387. Ales rege împotriva lui Albert de Mecklenburg. Moare prematur la castelul Falsterbo și e înmormântat la Sorø |

## Monarhi din timpulUniunii de la Kalmarși regenți (Riksföreståndare)
Casa lui Estrid 

      Casa de Pomerania 

      Casa de Wittelsbach (Pfalz-Neumarkt) 

      Casa de Oldenburg 

| Nume                                                            | Portret | Domnie                                 | Viață                                     | Note |
| --------------------------------------------------------------- | ------- | -------------------------------------- | ----------------------------------------- | --- |
| Margareta 'Semiramida Nordului' (Margareta Valdemarsdotter)     |         | 24 februarie 1389 – 28 octombrie 1412  | 1353 – 28 octombrie 1412                  | Fiica lui Valdemar IV și al Helvigei de Sønderjylland. Căsătorită cu regele Hakon Magnusson. Regină a Danemarcei din 1375 și regină a Norvegiei din 1388, consolidând uniunea personală a regatelor nordice creată sub fiul său Olaf Haakonsson, oficializată prin Uniunea de la Kalmar, 20 iulie 1397. Moare la Flensburg Fjord și este înmormântată în Catedrala din Roskilde |
| Erik al XIII-lea de Pomerania (Erik XIII av Pommern)            |         | 23 iulie 1396 – 16 august 1434         | 1382 – 3 mai 1459                         | Fiul ducelui Wartislaw al VII-lea de Pomerania-Stolp și al Mariei de Mecklenburg-Schwerin (nepoata de soră a reginei Margareta I). Desemnat co-rege la 23 iulie 1396 de către mătușa sa Margareta I și succesor al ei. Rege al Norvegiei 1389-1442 (ca Erik al III-lea) și al Danemarcei 1396-1439 (ca Erik al VII-lea). Duce de Pomerania-Stolp 1446-1459. Căsătorit cu Filipa de Lancaster, fiica regelui Henric al IV-lea al Angliei. Din 28 octombrie 1412 domnește singur. Detronat de nobilii suedezi aliați cu revoltele fermierilor și minerilor în august 1434 |
| Engelbrekt Engelbrektsson                                       |         | 13 ianuarie 1435 – 14 octombrie 1435   | c. 1390 – 4 mai 1436                      | Conducătorul revoltei populare antiregale din 1434, numit regent al Suediei (Rikshövitsman) |
| Eric al XIII-lea de Pomerania (Erik XIII av Pommern)            |         | 14 septembrie 1435 – 11 ianuarie 1436  | 1382 – 3 mai 1459                         | Restaurat la putere în Suedia |
| Engelbrekt Engelbrektsson                                       |         | 11 ianuarie 1436 – 4 mai 1436          | c. 1390 – 4 mai 1436                      | Conducătorul revoltei populare antiregale îl alungă din nou pe Eric de Pomerania. Asasinat de magnații suedezi |
| Karl Knutsson Bonde                                             |         | Februarie 1436 – 1 septembrie 1436     | c. 1409 – 14 mai 1470                     | Conducătorul facțiunii antiregale a nobililor suedezi. Devine regent (Rikshövitsman) după asasinarea lui Engelbrekt Engelbrektsson |
| Eric al XIII-lea de Pomerania (Erik XIII av Pommern)            |         | 1 septembrie 1436 – 1 octombrie 1439   | 1382 – 3 mai 1459                         | Restaurat la putere în Suedia pentru a treia oară. Detronat pentru ultima oară (ulterior pierde și celelalte coroane nordice). Se retrage în Pomerania moștenită, murind la castelul Rügenwalde unde este și înmormântat |
| Karl Knutsson Bonde                                             |         | 17 octombrie 1438 – 13 septembrie 1440 | c. 1409 – 14 mai 1470                     | Conducătorul facțiunii antiregale a nobililor suedezi. Regent (Rikshövitsman) în revolta antiregală |
| Cristofor de Bavaria (Kristoffer av Bayern)                     |         | Octombrie 1440 – 5 ianuarie 1448       | 26 februarie 1416 – 5 sau 6 ianuarie 1448 | Fiul contelui Ioan de Pfalz-Neumarkt și al Catherinei Vratislava (sora regelui Eric de Pomerania). Aparținea dinastiei de Wittelsbach-Pfalz-Neumarkt. Rege al Danemarcei 1440-1448 (ca Christoffer al III-lea) și al Norvegiei 1442-1448. Conte palatin de Neumarkt 1443-1448. Recunoscut rege al Suediei la 13 septembrie 1441. Căsătorit cu Dorothea de Brandenburg. Moare la Helsingborg și este înmormântat în Catedrala din Roskilde |
| Bengt Jönsson Oxenstierna                                       |         | Ianuarie 1448 – 20 iunie 1448          | c. 1395 – c. 1450                         | Regent, împreună cu fratele său Nils, de la moartea regelui Cristofor de Bavaria până la alegerea lui Carol al VIII-lea Bonde |
| Nils Jönsson Oxenstierna                                        |         | Ianuarie 1448 – 20 iunie 1448          | c. 1390 – c. 1451                         | Regent, împreună cu fratele său Bengt, de la moartea regelui Cristofor de Bavaria până la alegerea lui Carol al VIII-lea Bonde |
| Carol al VIII-lea Knutsson Bonde (Karl VIII Knutsson Bonde)     |         | 20 iunie 1448 – 24 februarie 1457      | c. 1409 – 14 mai 1470                     | Fiul lui Knut Tordsson Bonde și Margareta Karlsdotter (Sparre av Tofta). Ales rege în Suedia independent de alegerile din Danemarca. Rege al Norvegiei 1449-1450. Depus de revolta nobililor și obligat să fugă în exil la Danzig |
| Jöns Bengtsson Oxenstierna                                      |         | Martie 1457 – 23 iunie 1457            | 1417 – 15 decembrie 1467                  | Arhiepiscop de Uppsala. Lider al revoltei împotriva lui Carol Bonde și regent, împreună cu Erik Tott, până la alegerea regelui Cristian I |
| Erik Axelsson Tott                                              |         | Ianuarie 1448 – 20 iunie 1448          | c. 1419 – Februarie sau martie 1481       | Lider al revoltei împotriva lui Carol Bonde și regent, împreună cu Jöns Oxenstierna, până la alegerea regelui Cristian I |
| Cristian I de Oldenburg (Kristian I av Oldenburg)               |         | 23 iunie 1457 – 28 mai 1464            | Februarie 1426 – 21 mai 1481              | Fiul contelui Dietrich de Oldenburg și al Helvigei de Schauenburg, descendent pe linie feminină din regii danezi Estridsen. Ales rege al Danemarcei, 1448-1481, și căsătorit cu văduva lui Cristofor de Bavaria, Dorothea de Brandenburg. Rege al Norvegiei 1450-1481. Alungat de nobilii suedezi revoltați. Moare la Copenhaga și e înmormântat la Catedrala din Roskilde |
| Carol al VIII-lea Knutsson Bonde (Karl VIII Knutsson Bonde)     |         | 9 august 1464 – 30 ianuarie 1465       | c. 1409 – 14 mai 1470                     | A doua domnie. Readus pe tron de revolta populară dar alungat iar de către nobili |
| Kettil Karlsson Vasa                                            |         | 26 decembrie 1464 – 11 august 1465     | 1433 sau 1434 – 11 august 1465            | Episcop de Linköping. Liderul nobililor suedezi revoltați împotriva autorității regale a lui Cristian I și a lui Carol al VIII-lea. Regent al Suediei. Moare de ciumă |
| Jöns Bengtsson Oxenstierna                                      |         | 11 august 1465 – 18 octombrie 1466     | 1417 – 15 decembrie 1467                  | Arhiepiscop de Uppsala. Lider al revoltei antiregale a nobililor și regent al Suediei |
| Erik Axelsson Tott                                              |         | 19 octombrie 1466 – 12 noiembrie 1467  | c. 1419 – Februarie sau martie 1481       | Lider al revoltei antiregale și regent până la împăcarea cu Carol al VIII-lea Bonde |
| Carol al VIII-lea Knutsson Bonde (Karl VIII Knutsson Bonde)     |         | 12 noiembrie 1467 – 15 mai 1470        | c. 1409 – 14 mai 1470                     | A treia domnie. Readus pe tron după ce s-a împăcat iar cu nobilii suedezi. Moare la castelul Tre Kronor din Stonckholm și este înmormântat în Catedrala din RIddarholmen |
| Sten Sture cel Bătrân (Sten Sture den äldre)                    |         | 1 iunie 1470 – 6 octombrie 1497        | 1440 – 14 decembrie 1503                  | Liderul revoltei nobiliare antiregale și antidaneze. Regent al Suediei. Rămâne fără suportul nobililor care îl aleg rege pe Ioan al II-lea al Danemarcei. Învins în Bătălia de la Rotebro, se predă regelui Hans a cărui autoritate o recunoaște și apoi se împacă cu el, rămânând reprezentantul acestuia în regat |
| Ioan al II-lea / Hans al Suediei (Johan II / Hans av Oldenburg) |         | 6 octombrie 1497 – August 1501         | 2 februarie 1455 – 20 februarie 1513      | Fiul lui Cristian I și al Dorotheei de Brandenburg. Rege al Danemarcei 1481-1513 și al Norvegiei 1483-1513. Căsătorit cu Christina de Saxonia. În 1497 cucerește Suedia și se încoronează rege la Stockholm. Alungat de o nouă revoltă antidaneză |
| Sten Sture cel Bătrân (Sten Sture den äldre)                    |         | 12 noiembrie 1501 – 14 decembrie 1503  | 1440 – 14 decembrie 1503                  | Liderul revoltei antidaneze și regent al Suediei după alungarea regelui Hans. Moare la Jönköping |
| Svante Nilsson Sture                                            |         | 21 ianuarie 1504 – 2 ianuarie 1512     | 1460 – 2 ianuarie 1512                    | Senior de Ekesjö, lider al revoltei antidaneze și regent al Suediei. Moare la Västerås |
| Erik Arvidsson Trolle                                           |         | Ianuarie 1512 – 23 iulie 1512          | c. 1460 – 1530                            | Înalt Consilier al Suediei din 1487. Regent al Suediei în 1512. Demis la alegerea următorului regent |
| Sten Sture cel Tânăr (Sten Sture den yngre)                     |         | 23 iulie 1512 – 5 februarie 1520       | 1493 – 5 februarie 1520                   | Fiul regentului Svante Nilsson, lider al revoltei antidaneze și regent al Suediei. Învins de danezi în Bătălia de la Bogesund, moare din cauza rănilor |
| Cristian al II-lea Tiranul (Kristian II Tyrann)                 |         | 1 noiembrie 1520 – 23 august 1521      | 1 iulie 1481 – 25 ianuarie 1559           | Fiul regelui Hans și al Cristinei de Saxonia. Rege al Danemarcei și al Norvegiei 1513-1523. Căsătorit cu Isabella de Habsburg. Cucerește Suedia dar este alungat de o nouă revoltă antidaneză. Alungat din Danemarca și Norvegia de proprii nobili, este capturat in 1531 cand încearcă să își recucerească tronurile. Moare în captivitate în castelul Kalundborg din Själland și este înmormântat la Odense |
| Gustav Eriksson Vasa                                            |         | 23 august 1521 – 6 iunie 1523          | 12 mai 1496 – 29 septembrie 1560          | Liderul revoltei antidaneze și regent al Suediei. Încoronat rege al Suediei la 6 iunie 1523, punând capăt definitv Uniunii de la Kalmar |

## Casa de Vasa
Casa de Vasa

| Nume                                                                        | Portret | Domnie                                  | Viață                                 | Note |
| --------------------------------------------------------------------------- | ------- | --------------------------------------- | ------------------------------------- | --- |
| Gustav I (Gustav Vasa)                                                      |         | 6 iunie 1523 – 29 septembrie 1560       | 12 mai 1496 – 29 septembrie 1560      | Născut la Rydhoholm sau Lindholmen în Uppland, fiul lui Erik Johansson Vasa și al Ceciliei Månsdotter Eka. Îl învinge pe regele danez Cristian al II-lea în Războiul suedez de eliberare. Încoronat rege la 6 iunie 1523. Căsătorit cu Catherine de Saxa-Lauenburg (1531–1535), Margareta Leijonhufvud (1536–1551) și cu Katarina Stenbock (1552–1560). Introduce Reforma protestantă în Suedia. Moare la castelul Tre Kronor și este înmormântat la Catedrala din Uppsala |
| Eric al XIV-lea (Erik XIV Vasa)                                             |         | 29 septembrie 1560 – 29 septembrie 1568 | 13 decembrie 1533 – 26 februarie 1577 | Născut la castelul Tre Kronor din Stockholm, fiul lui Gustav I și al Caterinei de Saxa-Lauenburg. Căsătorit cu Karin Månsdotter. Desemnat succesor la tron în 1544. Detronat de nobilii conduși de fratele său, ducele Ioan de Finlanda, la 29 septembrie 1568 (depus formal la 26 ianuarie 1569) și ținut în temniță pentru restul vieții. Moare otrăvit la castelul Örbyhus și a fost înmormântat în catedrala Västerås |
| Ioan al III-lea (Johan III Vasa)                                            |         | 30 septembrie 1568 – 17 noiembrie 1592  | 20 decembrie 1537 – 17 noiembrie 1592 | Născut la castelul Stegeborg din Östergötland, fiul lui Gustav I și al Margeretei Leijonhufvud. Căsătorit cu Catherine Jagellonica (1562–1583) și apoi cu Gunilla Bielke (1585 – 1597). Duce de Finlanda 1556-1563. Îl detronează pe fratele său la 29 septembrie 1568, proclamat rege la 30 septembrie, recunoscut oficial la 26 ianuarie 1569. Moare la castelul Tre Kronor din Stockholm și este înmormântat în Catedrala din Uppsala |
| Sigismund Vasa (Johan III Vasa)                                             |         | 17 noiembrie 1592 – 19 aprilie 1599     | 20 iunie 1566 – 30 aprilie 1632       | Născut la castelul Gripsholm, fiul lui Ioan al III-lea și al Caterinei Jagellonica. Căsătorit cu Anna de Austria (1592–1598) și apoi cu Constance de Austria (1605–1631). Ales rege la Poloniei 1587-1632. Creează o uniune personală între Suedia și Polonia, conducând din Varșovia și lăsând în Suedia ca regent pe unchiul său, ducele Carol Vasa de Södermanland. Fiind de religie catolică și susținător al Contrareformei, nobilii suedezi și unchiul său Carol s-au răzvrătit, l-au învins în Bătălia de la Stångebro și l-au detronat. Nu renunță oficial niciodată la tronul Suediei (abia fiul său, Ioan Casimir, va renunța formal în 1660). Moare la Varșovia și este înmormântat în Catedrala Wawel din Cracovia, Polonia |
| Carol al IX-lea (Karl IX Vasa)                                              |         | 24 iulie 1599 – 30 octombrie 1611       | 4 octombrie 1550 – 30 octombrie 1611  | Născut la castelul Tre Kronor, fiul lui Gustav I și al Margaretei Leijonhufvud. Căsătorit cu Maria de Palatinate-Simmern (1579 – 1589) și apoi cu Christina de Holstein-Gottorp (1592–1611). Duce de Södermanland. Conduce regatul ca regent în absența regelui Sigismund care domnea în Polonia. La 24 iulie 1599 este proclamat regent după ce Sigismund este învins și izgonit din Suedia. Proclamat rege la 6 martie 1604. Moare la castelul Nyköping, înmormântat la Catedrala Strängnäs |
| Gustav al II-lea Adolf cel Mare (Leul Nordului) (Gustav II Adolf den Store) |         | 30 octombrie 1611 – 6 noiembrie 1632    | 9 decembrie 1594 – 6 noiembrie 1632   | Născut la castelul Tre Kronor, fiul lui Carol al IX-lea și al Cristinei de Holstein-Gottorp. Căsătorit cu Maria Eleonora de Brandenburg în 1620. Proclamat succesor la tron la 22 martie 1604. Accede la tron ca rege minor dar este declarat major la 26 decembrie 1611. Moare în Bătălia de la Lützen și este înmormântat la Catedrala Riddarholmen |
| Cristina (Kristina)                                                         |         | 6 noiembrie 1632 – 6 iunie 1654         | 8 decembrie 1626 – 19 aprilie 1689    | Născută la castelul Tre Kronor din Stockholm, fiica lui Gustav al II-lea Adolf și al Mariei Eleonora de Brandenburg. Devine succesoare la tron la momentul nașterii. Regină minoră la moartea tatălui său. Declarată majoră la 8 decembrie 1644. Celibatară. Abdică la 6 iunie 1654 în favoarea vărului său Carol al X-lea Gustav. Se dedică filosofiei și științelor, se convertește la catolicism și trăiește în exil. Moare la Roma și este înmormântată în Catedrala Sf. Petru din Vatican |
| Axel Oxenstierna (Axel Gustafsson Oxenstierna af Södermöre)                 |         | 6 noiembrie 1632 – 8 decembrie 1644     | 16 iunie 1583 – 28 august 1654        | Regent al regatului în timpul minoratului reginei Cristina. Conducătorul în fapt al Suediei ca înalt cancelar regal 1612-1654. |

## Casa de Palatinat-Zweibrücken
Casa de Palatinat-Zweibrücken (Wittelsbach-Pfalz-Zweibrücken)

| Nume                                           | Portret | Domnie                                | Viață                                 | Note |
| ---------------------------------------------- | ------- | ------------------------------------- | ------------------------------------- | --- |
| Carol al X-lea Gustav (Karl X Gustav)          |         | 6 iunie 1654 – 13 februarie 1660      | 8 noiembrie 1622 – 13 februarie 1660  | Născut la castelul Nyköping, fiul lui Ioan Casimir de Wittelsbach, conte palatin de Zweibrücken-Kleeburg și al Caterinei de Suedia (fiica lui Carol al IX-lea al Suediei). Căsătorit cu Hedwig Eleonora de Holstein-Gottorp în 1654. Moștenitorul tronului la decizia reginei Cristina de a nu se căsători. Conte Palatin de Zweibrücken-Kleeburg 1652-1654. Moare la Gothenburg și este înmormântat la Biserica Riddarholmen |
| Carol al XI-lea (Karl XI)                      |         | 13 februarie 1660 – 5 aprilie 1697    | 24 noiembrie 1655 – 5 aprilie 1697    | Născut la castelul Tre Kronor, fiul lui Carol al X-lea Gustav și al Hedwigei Eleonora de Holstein-Gottorp. Rege minor la moartea tatălui său, declarat major la 18 decembrie 1672. Căsătorit cu Ulrike Eleonora a Danemarcei în 1680. Conte Palatin și Duce de Zweibrücken 1681-1697. Moare la castelul Tre Kronor de cancer la stomac și este înmormântat la Biserica Riddarholmen                                           |
| Hedwig Eleonora de Holstein-Gottorp            |         | 13 februarie 1660 – 16 decembrie 1672 | 23 octombrie 1636 – 24 noiembrie 1715 | Fiica regelui Frederick al III-lea al Danemarcei și văduva regelui Carol al X-lea Gustav. Regentă în timpul minoratului fiului său, regele Carol al XI-lea. Îl va reprezenta și pe nepotul său, Carol al XII-lea, în timpul absenței acestuia în Marele Război Nordic până la regența nepoatei sale Ulrika Eleonora în 1713                                                                                                   |
| Carol al XII-lea 'Nebunul Nordului' (Karl XII) |         | 5 aprilie 1697 – 30 noiembrie 1718    | 17 iunie 1682 – 30 noiembrie 1718     | Născut la castelul Tre Kronor, fiul lui Carol al XI-lea Gustav și al Ulirkăi Eleonora a Danemarcei. Rege minor la moartea tatălui său, declarat major la 8 noiembrie 1697. A rămas celibatar. Conte Palatin și Duce de Zweibrücken 1697-1718. Moare la Fredrikshald, Norvegia și este înmormântat la Biserica Riddarholmen |
| Ulrika Eleonora                                |         | 30 noiembrie 1718 – 29 februarie 1720 | 23 ianuarie 1688 – 24 noiembrie 1741  | Născută la castelul Tre Kronor, fiul lui Carol al XI-lea Gustav și al Ulirkăi Eleonora a Danemarcei. Regentă a regatului din 1713 în absența fratelui său, Carol al XII-lea. Căsătorită cu Frederick de Hessa-Kassel. Devină regină la moartea fără urmași direcți a fratelui său. Abdică în favoarea soțului său, devenind regină consoartă până la moartea sa la Stockholm, fiind înmormântată la Biserica Riddarholmen     |

## Casa de Hessa-Kassel
| Nume                              | Portret | Domnie                          | Viață                            | Note |
| --------------------------------- | ------- | ------------------------------- | -------------------------------- | --- |
| Frederick I (Fredrik I av Hessen) |         | 24 martie 1720 – 25 martie 1751 | 23 aprilie 1676 – 25 martie 1751 | Născut în Kassel, Hessa, fiul lui Carol I, Landgraf de Hessa-Kassel și al prințesei Maria Amalia de Curlanda. Căsătorit cu Luisa Dorotea a Prusiei (1700-1705) și apoi cu Ulrika Eleonora a Suediei (1715-1741). La încoronarea acesteia din urmă devine prinț consort al Suediei. După abdicarea soției sale, Ulrika Eleonora, este ales rege. Landgraf de Hessa-Kassel 1730-1751. Moare de răceală la Stockholm și este înmormântat la Biserica Riddarholmen |

## Casa de Holstein-Gottorp
Casa de Holstein-Gottorp
| Nume                                                | Portret | Domnie                             | Viață                               | Note |
| --------------------------------------------------- | ------- | ---------------------------------- | ----------------------------------- | --- |
| Adolf Frederick (Adolf Fredrik av Holstein-Gottorp) |         | 26 martie 1751 – 12 februarie 1771 | 14 mai 1710 – 12 februarie 1771     | Născut în Gottorp, Schleswig, (azi în Germania) fiul lui Christian August de Holstein-Gottorp, Prinț de Eutin și al Albertinei Frederica de Baden-Durlach. Aparținea ramurii Holstein-Gottorp a dinastiei de Oldenburg. Descendent pe linie maternă din regele Carol al IX-lea și pe linie paternă din regele Frederic I al Danemarcei. Ales rege sub presiunea împărătesei Elisabeta a Rusiei, verișoara sa prin alianță. Căsătorit cu Louisa Ulrika a Prusiei. Moare la palatul din Stockholm și este înmormântat la Biserica Riddarholmen |
| Gustav al III-lea                                   |         | 12 februarie 1771 – 29 martie 1792 | 24 ianuarie 1746 – 29 martie 1792   | Născut la Stockholm, fiul lui Adolf Frederick al Suediei și al Louisei Ulrika a Prusiei. Căsătorit cu Sophia Magdalena a Danemarcei. Devine prinț moștenitor la încoronarea tatălui său. Moare de septicemie de la rănile unui atentat eșuat la viața sa. Înmormântat la Biserica Riddarholmen |
| Gustav IV Adolf                                     |         | 29 martie 1792 – 29 martie 1809    | 1 noiembrie 1778 – 7 februarie 1837 | Născut la Stockholm, fiul lui Gustav III și al Sofiei Magdalena. Prinț moștenitor de la naștere. Rege minor la moartea tatălui său. Declarat major la 1 noiembrie 1796. Căsătorit cu Frederica de Baden. Arestat în castelul Stockholm la 13 martie și forțat să abdice la 29 martie 1809. Depus formal de Riksdag la 10 mai 1809 și apoi exilat. Moare în St.Gallen, Elveția și este înmormântat la Biserica Riddarholmen |
| Carol al XIII-lea (Karl XIII)                       |         | 5 iunie 1809 – 5 februarie 1818    | 7 octombrie 1748 – 5 februarie 1818 | Născut la Stockholm, fiul lui Adolf Frederick al Suediei și al Louisei Ulrika a Prusiei. Căsătorit cu Hedwig Elizabeth Charlotte de Holstein-Gottorp. Duce de Södermanland și regent al Suediei 29 martie 1792 – 1 noiembrie 1796 sub minoratul nepotului său Gustav al IV-lea Adolf. Numit regent la detronarea nepotului său și ales rege. Rege al Norvegiei (ca Carol al II-lea) din 1814, creând Uniunea Suediei și Norvegiei. Moare la Stockholm fără urmași direcți și este înmormântat la Biserica Riddarholmen                       |

## Casa Bernadotte
Casa Bernadotte
| Nume                                                                  | Portret | Domnie                                 | Viață                                  | Note |
| --------------------------------------------------------------------- | ------- | -------------------------------------- | -------------------------------------- | --- |
| Carol al XIV-lea Ioan (Karl XIV Johan/Jean Baptiste Jules Bernadotte) |         | 5 februarie 1818 – 8 martie 1844       | 26 ianuarie 1763 – 8 martie 1844       | Născut în Pau, Franța, fiul avocatului Jean Henri Bernadotte și Jeanne de Saint-Vincent. Mareșal francez în Imperiul Napoleonian. La 21 august 1810 a fost ales prinț moștenitor al regelui Carol al XIII-lea care l-a adoptat în același an sub numele de Karl Johan, convertindu-se la luteranism. Prinț de Pontecorvo 1806-1810. A devenit regent de facto și șeful statului datorită incapacității lui Carol al XIII-lea. Devine rege al Suediei și al Norvegiei (ca Carol al III-lea Ioan) la moartea predescesorului său. Moare de răceală după un atac de cord la palatul regal din Stockholm și este înmormântat la Biserica Riddarholmen |
| Oscar I (Joseph François Oscar Bernadotte)                            |         | 8 martie 1844 – 8 iulie 1859           | 4 iulie 1799 – 8 iulie 1859            | Născut la Paris, Franța, fiul lui Carol XIV John și al Désirée Clary. Devine prinț ereditar la 21 august 1810 odată cu alegerea tatălui său la tron. Devine prinț al coroanei la 5 februarie 1818 la urcarea tatălui său pe tron. Rege al Norvegiei 1844-1859. Căsătorit cu Josephine de Leuchtenberg. Moare de cancer cerebral la palatul regal din Stockholm și este înmormântat la Biserica Riddarholmen |
| Carol al XV-lea (Karl XV)                                             |         | 8 iulie 1859 – 18 septembrie 1872      | 3 mai 1826 – 18 septembrie 1872        | Născut la palatul regal din Stockholm, fiul regelui Oscar I și al Josefinei de Leuchtenberg. Prinț moștenitor la urcarea tatălui său pe tron. Căsătorit cu Louise a Olandei. Regent al Suediei din 25 septembrie 1857 pentru tatăl său bolnav. Rege al Norvegiei 1859-1872. Moare de tuberculoză intestinală la Malmö și este înmormântat la Biserica Riddarholmen |
| Oscar al II-lea                                                       |         | 18 septembrie 1872 – 8 decembrie 1907  | 21 ianuarie 1829 – 8 decembrie 1907    | Născut la palatul regal din Stockholm, fiul regelui Oscar I și al Josefinei de Leuchtenberg. Prinț moștenitor la urcarea fratelui său pe tron. Căsătorit cu Sofia de Nassau. Devine rege la moartea fratelui său care nu avea urmași direcți. Rege al Norvegiei 1872-1905. Moare la palatul din Stockholm și este înmormântat la Biserica Riddarholmen |
| Gustav al V-lea (Gustaf V)                                            |         | 8 decembrie 1907 – 29 octombrie 1950   | 16 iunie 1858 – 29 octombrie 1950      | Născut la palatul Drottningholm, fiul regelui Oscar al II-lea și al Sofiei de Nassau. Căsătorit cu Victoria de Baden. Moare la palatul Drottningholm și este înmormântat la Biserica Riddarholmen |
| Gustav al VI-lea Adolf (Gustaf VI Adolf)                              |         | 29 octombrie 1950 – 15 septembrie 1973 | 11 noiembrie 1882 – 15 septembrie 1973 | Născut la Stockholm, fiul regelui Gustav al V-lea și al Victoriei de Baden. Căsătorit cu Prințesa Margaret de Connaught și apoi cu Lady Louise Mountbatten. Moare la Helsingborg și este înmormântat în cimitirul Kungliga din Solna, Stockholm |
| Carol al XVI-lea Gustav (Karl XVI Gustaf)                             |         | 15 septembrie 1973 – prezent           | 30 aprilie 1946 – prezent              | Născut la palatul Haga de lângă Stockholm, fiul Prințului Gustav Adolf, Duce de Västerbotten, fiul regelui Gustav al VI-lea Adolf, și al Prințesei Sibylla de Saxa-Coburg și Gotha. Căsătorit cu Silvia Renate Sommerlath la 19 iunie 1976 la Catedrala Stockholm 3 copii |